# CarnaXuxa (turnê)
"CarnaXuxa" foi a décima turnê da cantora e apresentadora Xuxa, começando em 8 de fevereiro de 1997 e terminando em 22 de fevereiro de 1998, no Metropolitan, Rio de Janeiro. Ela apresentou duas músicas inéditas e vários de seus famosos hits. A segunda parte da turnê em 1998 trouxe Xuxa grávida de quatro meses, e o primeiro show foi visto por cinco mil pessoas.

## Repertório
1. "O Xou da Xuxa Começou"
2. "A Vida é Uma Festa"
3. "Festa do Estica e Puxa"
4. "Pinel Por Você"

Músicas em Acapela
1. "Xuxuva Cai"
2. "Nosso Canto de Paz"
3. "Tindolelê"
4. "Canja de Galinha"

Interlúdio
1. "Tô de Bem Com a Vida"
2. "Hoje é Dia de Folia"
3. "CarnaXuxa"
4. "Dinda ou Dindinha"
5. "Tempero da Lambada"
6. "Pipoca"
7. "Ilariê" (avebriada)
8. "Xuxaxé"

Bis
1. "Tô de Bem Com a Vida"
2. "Xuxaxé"

## Datas
| Data                    | Cidade         | País   | Local                 |
| ----------------------- | -------------- | ------ | --------------------- |
| Primeira parte          |                |        |                       |
| 8 de fevereiro de 1997  | Rio de Janeiro | Brasil | Metropolitan          |
| 9 de fevereiro de 1997  | Rio de Janeiro | Brasil | Metropolitan          |
| 21 de fevereiro de 1997 | São Paulo      | Brasil | Ginásio do Ibirapuera |
| Segunda parte           |                |        |                       |
| 22 de fevereiro de 1998 | Rio de Janeiro | Brasil | Metropolitan          |
| 23 de fevereiro de 1998 | Rio de Janeiro | Brasil | Metropolitan          |